# Them Crooked Vultures (álbum)
Them Crooked Vultures é o álbum de estreia da banda americana Them Crooked Vultures, foi lançado no dia 17 de novembro de 2009.

## Faixas
1. "Nobody Loves Me & Neither Do I" - 5:10
2. "Mind Eraser, No Chaser" - 4:07
3. "New Fang" - 3:49
4. "Dead End Friends" - 3:15
5. "Elephants" - 6:50
6. "Scumbag Blues" - 4:26
7. "Bandoliers" - 5:42
8. "Reptiles" - 4:16
9. "Interlude With Ludes" - 3:45
10. "Warsaw Or The First Breath You Take After You Give Up" - 7:50
11. "Caligulove" - 4:55
12. "Gunman" - 4:45
13. "Spinning In Daffodils" - 7:28